# Gnatholonche sensilla
Gnatholonche sensilla är en urinsektsart som beskrevs av John Tenison Salmon 1948. Gnatholonche sensilla ingår i släktet Gnatholonche och familjen Neanuridae. Inga underarter finns listade i Catalogue of Life.